# Fred Dehnert

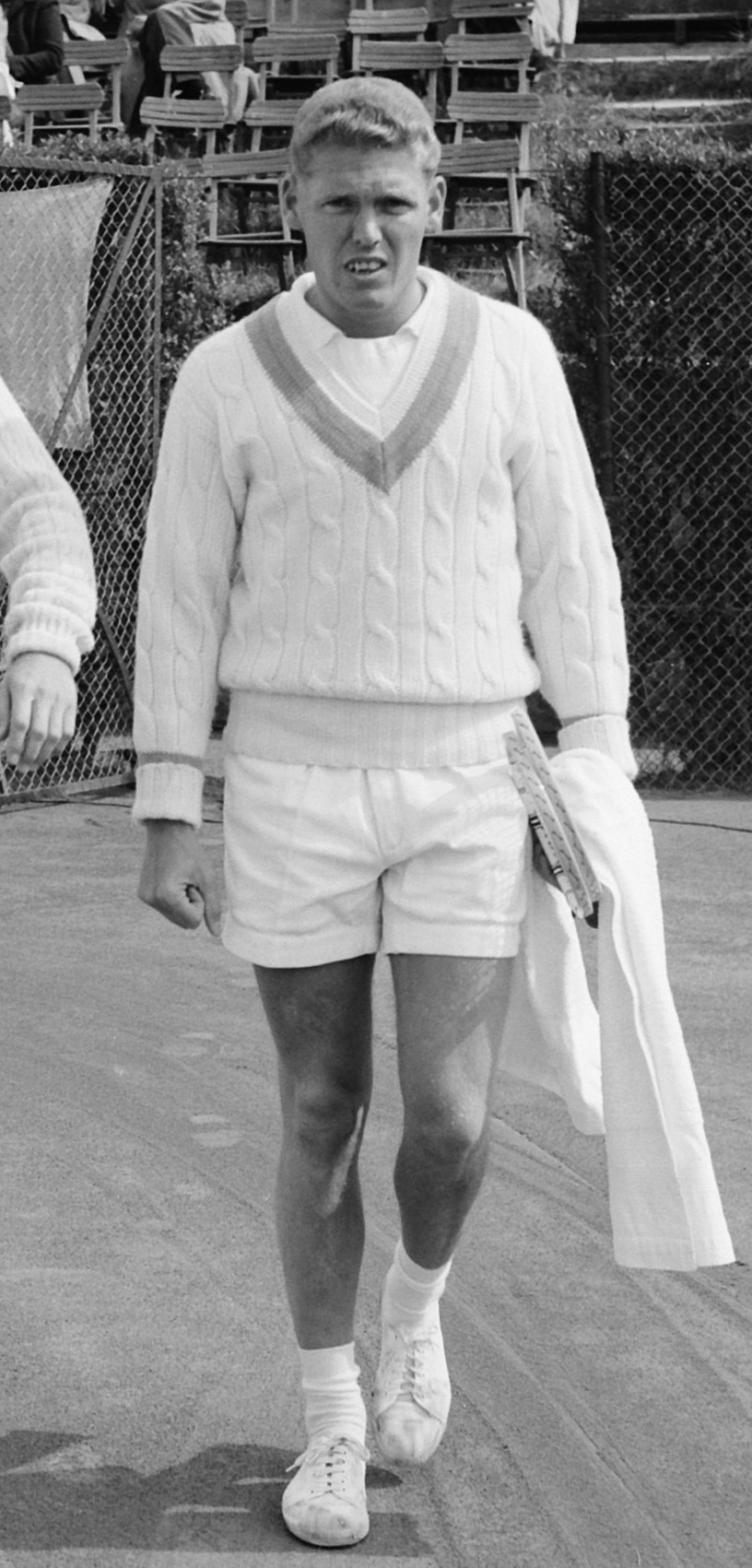
Fred Dehnert in 1955

Alfred Eduard (Fred) Dehnert (Rotterdam, 12 mei 1928 – 18 augustus 1983) was een Nederlands tennisser. 
Dehnert was speler bij HLTC Leimonias in Den Haag. Tussen 1951 en 1957 heeft hij deelgenomen aan Wimbledon waar hij doorgaans niet verder kwam dan de eerste ronde. Eenmaal (in 1953) bereikte hij op Wimbledon de tweede ronde.
Dehnert heeft tijdens de jaren 50 van de twintigste eeuw vijf titels behaald op de Mets Tennisbanen bij het NK gemengd dubbelspel in Scheveningen (1952, 1954–1957). Viermaal (1952, 1954–1956) werd hij, samen met Hans van Dalsum, Nederlands kampioen bij het herendubbelspel. Hij speelde van 1954 tot en met 1957 in de Davis Cup, overwegend met Hans van Dalsum.

## Resultaten grandslamtoernooien
| Legenda | Legenda                          |
| ------- | -------------------------------- |
| g.t.    | geen toernooi gehouden           |
| l.c.    | lagere categorie                 |
| –       | niet deelgenomen                 |
| G       | uitgeschakeld in de groepsfase   |
| 1R      | uitgeschakeld in de eerste ronde |
| 2R      | uitgeschakeld in de tweede ronde |
| 3R      | uitgeschakeld in de derde ronde  |
| 4R      | uitgeschakeld in de vierde ronde |
| KF      | uitgeschakeld in de kwartfinale  |
| HF      | uitgeschakeld in de halve finale |
| F       | de finale verloren               |
| W       | het toernooi gewonnen            |
| w-v     | winst/verlies-balans             |

### Enkelspel
| Toernooi        | 1951 | 1952 | 1953 | 1954 | 1955 | 1956 | 1957 |
| --------------- | ---- | ---- | ---- | ---- | ---- | ---- | ---- |
| Australian Open | –    | –    | –    | –    | –    | –    | –    |
| Roland Garros   | –    | –    | –    | –    | –    | –    | –    |
| Wimbledon       | 1R   | 1R   | 2R   | 1R   | 1R   | 1R   | 1R   |
| US Open         | –    | –    | –    | –    | –    | –    | –    |